# Temporada 2020 del Campeonato Mundial de Rallycross de la FIA
El Campeonato Mundial de Rallycross de la FIA 2020 presentado por Monster Energy fue la séptima temporada del Campeonato Mundial de Rallycross de la FIA. La temporada constó de cuatro rondas, todas ellas dobles, como consecuencia de la Pandemia de COVID-19, la temporada comenzó el fin de semana del 22 al 23 de agosto de 2020 en el Höljesbanan en Suecia y concluyó el fin de semana del 17 al 18 de octubre en el Circuito de Barcelona-Cataluña, España.
El campeón defensor fue el sueco Timmy Hansen, quien ganó el título en la última fecha de la temporada anterior en Sudáfrica. Mientras que su equipo el Team Hansen MJP defendía el título de equipos obtenido también en Sudáfrica.
El campeón 2020 fue el sueco Johan Kristoffersson, quien consiguió su tercer título mundial en la especialidad al conseguir cuatro victorias y siete podios en ocho rondas. Al no celerarse las últimas dos rondas simples debido a la Pandemia de COVID-19, Kristoffersson fue coronado campeón.
En el apartado de equipos, el campeón fue el KYB Team JC, quien consiguió dos victorias y seis podios de la mano de los suecos Robin Larsson y Mattias Ekström imponiéndose por dieciséis puntos sobre el campeón defensor, el Team Hansen.

## Projekt E
Esta temporada verá la introducción de Projekt E, una categoría 100% eléctrica pensada para correr junto a los supercars en un futuro. El Ford Fiesta ELECTRX fue creado conjuntamente entre IMG Motorsport y STARD (Stohl Advanced Research and Development), está basado en el Ford Fiesta ST y cuenta con tres motores, uno en el eje delantero y dos en la parte trasera, con una transmisión de cambio de paletas de dos velocidades, alcanzará los 450 kW de potencia (más de 620 CV) con un par de 1.100 Nm con una velocidad máxima de 240 km/h.

## Calendario
| Calendario 2020 | Calendario 2020         | Calendario 2020     | Calendario 2020                              | Calendario 2020 | Calendario 2020      | Calendario 2020           | Calendario 2020 |
| Rnd.            | Evento                  | Fecha               | Circuito                                     | Clase           | Piloto ganador       | Equipo ganador            | Resultados      |
| --------------- | ----------------------- | ------------------- | -------------------------------------------- | --------------- | -------------------- | ------------------------- | --------------- |
| 1               | World RX de Suecia      | 22-23de agosto      | Höljesbanan, Höljes                          | Supercar        | Johan Kristoffersson | Kristoffersson Motorsport | Resultados      |
| 2               | World RX de Suecia      | 22-23de agosto      | Höljesbanan, Höljes                          | Projekt E       | Ken Block            | Hoonigan Racing Division  | Resultados      |
| 2               | World RX de Suecia      | 22-23de agosto      | Höljesbanan, Höljes                          | Supercar        | Mattias Ekström      | KYB Team JC               | Resultados      |
| 3               | World RX de Finlandia   | 29-30 de agosto     | Tykkimäen Moottorirata, Kouvola              | Supercar        | Johan Kristoffersson | Kristoffersson Motorsport | Resultados      |
| 4               | World RX de Finlandia   | 29-30 de agosto     | Tykkimäen Moottorirata, Kouvola              | Supercar        | Niclas Grönholm      | GRX Taneco Team           | Resultados      |
| 5               | World RX de Letonia     | 19-20 de septiembre | Biķernieku Kompleksā Sporta Bāze, Riga       | Supercar        | Johan Kristoffersson | Kristoffersson Motorsport | Resultados      |
| 6               | World RX de Letonia     | 19-20 de septiembre | Biķernieku Kompleksā Sporta Bāze, Riga       | Projekt E       | Cyril Raymond        | Cyril Raymond             | Resultados      |
| 6               | World RX de Letonia     | 19-20 de septiembre | Biķernieku Kompleksā Sporta Bāze, Riga       | Supercar        | Mattias Ekström      | KYB Team JC               | Resultados      |
| 7               | World RX of Barcelona   | 17-18 de octubre    | Circuito de Barcelona-Cataluña, Montmeló     | Supercar        | Timmy Hansen         | Team Hansen               | Resultados      |
| 8               | World RX of Barcelona   | 17-18 de octubre    | Circuito de Barcelona-Cataluña, Montmeló     | Supercar        | Johan Kristoffersson | Kristoffersson Motorsport | Resultados      |
| -               | World RX de Noruega     | 13-14 de junio      | Lånkebanen, Hell                             | Supercar        | Ronda cancelada      | Ronda cancelada           | Ronda cancelada |
| -               | World RX de Noruega     | 13-14 de junio      | Lånkebanen, Hell                             | RX2             | Ronda cancelada      | Ronda cancelada           | Ronda cancelada |
| -               | World RX de Noruega     | 13-14 de junio      | Lånkebanen, Hell                             | Projekt E       | Ronda cancelada      | Ronda cancelada           | Ronda cancelada |
| -               | World RX de Francia     | 5-6 de septiembre   | Circuito de Lohéac, Lohéac                   | Supercar        | Ronda cancelada      | Ronda cancelada           | Ronda cancelada |
| -               | World RX de Francia     | 5-6 de septiembre   | Circuito de Lohéac, Lohéac                   | RX2             | Ronda cancelada      | Ronda cancelada           | Ronda cancelada |
| -               | World RX de Portugal    | 10-11 de octubre    | Pista Automóvel de Montalegre, Montalegre    | Supercar        | Ronda cancelada      | Ronda cancelada           | Ronda cancelada |
|                 | World RX de Abu Dabi    | 30-31 de octubre    | Circuito Yas Marina, Abu Dabi                | Supercar        | Ronda cancelada      | Ronda cancelada           | Ronda cancelada |
| -               | World RX de Sudáfrica   | 14-15 de noviembre  | Killarney Motor Racing Complex, Cape Town    | Supercar        | Ronda cancelada      | Ronda cancelada           | Ronda cancelada |
| -               | World RX de Sudáfrica   | 14-15 de noviembre  | Killarney Motor Racing Complex, Cape Town    | RX2             | Ronda cancelada      | Ronda cancelada           | Ronda cancelada |
| -               | Spa World RX de Benelux | 21-22 de noviembre  | Circuito de Spa-Francorchamps, Francorchamps | Supercar        | Ronda cancelada      | Ronda cancelada           | Ronda cancelada |
| -               | Spa World RX de Benelux | 21-22 de noviembre  | Circuito de Spa-Francorchamps, Francorchamps | Projekt E       | Ronda cancelada      | Ronda cancelada           | Ronda cancelada |
| -               | World RX de Alemania    | 12-13 de diciembre  | Nürburgring, Nürburg                         | Supercar        | Ronda cancelada      | Ronda cancelada           | Ronda cancelada |
| -               | World RX de Alemania    | 12-13 de diciembre  | Nürburgring, Nürburg                         | Projekt E       | Ronda cancelada      | Ronda cancelada           | Ronda cancelada |

### Cambios en el calendario
- El calendario fue expndido hasta las once rondas.
- Los World RX de Gran Bretaña[9] y de Canadá, no continuaran, por esa razón serán reemplazados por los World RX de Portugal[10] y de Alemania,[11] que regresan al campeonato después de un año de ausencia.
- Una nueva ronda, el World RX de Rusia, fue añadida al campeonato,[12] que más adelante fue retirada del calendario.
- El World RX de Alemania se trasladó del Estering a Nürburgring.[13]

### Cambios en el calendario a causa de la pandemia de COVID-19
- Debido a la pandemia de COVID-19, los World RX de Barcelona y Portugal programados para los fines de semana del 18-19 de abril y 2-3 de mayo fueron pospuestos sin fecha de realización definitiva.
- El World RX de Noruega y el World RX de Sudáfrica fueron eliminados del calendario después de la revisión del calendario de mayo.
- El World RX de Francia fue cancelado, como resultado de la pandemia.[14]
- Se agregó una nueva ronda al calendario, después de la reunión extraordinaria del Consejo Mundial del Deporte Motor en junio, se aprobó el regreso del World RX de Finlandia para reemplazar al World RX de Francia.[15]
- Los World RX de Suecia, Finlandia y Letonia tendrán una segunda carrera puntuable, permitiendo que el calendario se expanda hasta las 10 rondas.[16]
- El World RX de Abu Dabi fue cancelado debido a las preocupaciones de salud en torno a la epidemia.[17]
- El Spa World RX de Benelux fue reprogramado por tercera vez para noviembre para permitir la asistencia de un mayor número de espectadores.[18]
- El World RX de Portugal fue cancelado debido a la escalada de casos en Portugal.[19]
- El Spa World RX de Benelux fue cancelado debido al retorno de Bélgica a una fase de confinamiento por el COVID-19.[20]
- El World RX de Alemania fue cancelado debido a los continuos problemas de salud relacionados con el COVID-19 ocurridos en Alemania.[21]

## Equipos y pilotos

### Supercar
| Constructor | Equipo                          | Automóvil           | No. | Piloto               | Rondas   | Ref.   |
| ----------- | ------------------------------- | ------------------- | --- | -------------------- | -------- | ------ |
| Audi        | KYB Team JC                     | Audi S1             | 4   | Robin Larsson        | Todas    | [ 22 ] |
| Audi        | KYB Team JC                     | Audi S1             | 5   | Mattias Ekström      | Todas    | [ 23 ] |
| Audi        | Team JC Race Teknik             | Audi S1             | 91  | Enzo Ide             | 7-8      |        |
| Audi        | Karai Motorsport Sportegyesület | Audi S1             | 73  | Tamás Kárai          | 3-4, 7-8 |        |
| Ford        | Ferratum Team                   | Ford Fiesta         | 11  | Jani Paasonen        | 1-6      | [ 24 ] |
| Ford        | Ferratum Team                   | Ford Fiesta         | 177 | Juha Rytkönen        | 7-8      | [ 25 ] |
| Ford        | Kalliokoski Motorsport          | Ford Fiesta         | 22  | Jere Kalliokoski     | 3-4      |        |
| Ford        | Atro Määttä                     | Ford Fiesta         | 65  | Atro Määttä          | 3-4      |        |
| Honda       | Olsberg MSE                     | Honda Civic         | 93  | Sebastian Eriksson   | 1-2      | [ 26 ] |
| Hyundai     | GRX Taneco Team                 | Hyundai i20         | 7   | Timur Timerzyanov    | Todas    | [ 27 ] |
| Hyundai     | GRX Taneco Team                 | Hyundai i20         | 68  | Niclas Grönholm      | Todas    | [ 27 ] |
| Hyundai     | GRX Set                         | Hyundai i20         | 123 | Krisztián Szabó      | 1-2, 5-6 | [ 28 ] |
| Hyundai     | GRX Set                         | Hyundai i20         | 177 | Juha Rytkönen        | 3-4      | [ 29 ] |
| Peugeot     | Team Hansen                     | Peugeot 208         | 1   | Timmy Hansen         | Todas    | [ 30 ] |
| Peugeot     | Team Hansen                     | Peugeot 208         | 9   | Kevin Hansen         | Todas    | [ 30 ] |
| Renault     | UNKORRUPTED                     | Renault Clio R.S.   | 14  | Rokas Baciuška       | 1-2, 5-6 | [ 31 ] |
| Renault     | UNKORRUPTED                     | Renault Clio R.S.   | 36  | Guerlain Chicherit   | 1-6      | [ 31 ] |
| Renault     | GC Kompetition                  | Renault Clio R.S.   | 24  | Kevin Abbring        | 3-4      | [ 32 ] |
| Renault     | Monster Energy GCK RX Cartel    | Renault Mégane R.S. | 13  | Andreas Bakkerud     | Todas    | [ 33 ] |
| Renault     | Monster Energy GCK RX Cartel    | Renault Mégane R.S. | 33  | Liam Doran           | Todas    | [ 33 ] |
| Renault     | GCK Bilstein                    | Renault Mégane R.S. | 92  | Anton Marklund       | Todas    | [ 34 ] |
| SEAT        | ALL-INKL.COM Münnich Motorsport | SEAT Ibiza          | 38  | Mandie August        | 7-8      |        |
| SEAT        | ALL-INKL.COM Münnich Motorsport | SEAT Ibiza          | 44  | Timo Scheider        | Todas    | [ 35 ] |
| SEAT        | ALL-INKL.COM Münnich Motorsport | SEAT Ibiza          | 77  | René Münnich         | 1-6      | [ 35 ] |
| Škoda       | ESMotorsport - Eigesa WRX Team  | Škoda Fabia         | 15  | Reinis Nitišs        | 5-6      | [ 36 ] |
| Volkswagen  | Kristoffersson Motorsport       | Volkswagen Polo R   | 3   | Johan Kristoffersson | Todas    | [ 37 ] |

### Projekt E
| Constructor | Equipo                   | Automóvil       | No. | Piloto              | Rondas | Ref.   |
| ----------- | ------------------------ | --------------- | --- | ------------------- | ------ | ------ |
| STARD       | Holten Motorsport        | Ford Fiesta ERX | 5   | Svein Bjarte Holten | 2      | [ 38 ] |
| STARD       | Rallytechnology          | Ford Fiesta ERX | 41  | Natalie Barratt     | Todas  | [ 39 ] |
| STARD       | Hoonigan Racing Division | Ford Fiesta ERX | 43  | Ken Block           | 1      | [ 40 ] |
| STARD       | Ford Österreich          | Ford Fiesta ERX | 21  | Hermann Neubauer    | 1      | [ 41 ] |
| STARD       | Ferratum Team            | Ford Fiesta ERX | 6   | Jānis Baumanis      | 2      | [ 42 ] |
| STARD       | Citroën Racing           | Citroën C3 ERX  | 113 | Cyril Raymond       | 2      | [ 43 ] |

## Clasificación

### Campeonato Mundial de Rallycross de la FIA de Pilotos
| Pos. | Piloto               | SWE | SWE | FIN | FIN | LAT | LAT | BAR | BAR | Puntos |
| ---- | -------------------- | --- | --- | --- | --- | --- | --- | --- | --- | ------ |
| 1    | Johan Kristoffersson | 1   | 3   | 1   | 4   | 1   | 2   | 2   | 1   | 219    |
| 2    | Mattias Ekström      | 2   | 1   | 7   | 2   | 2   | 1   | 5   | 4   | 192    |
| 3    | Timmy Hansen         | 6   | 11  | 3   | 5   | 3   | 4   | 1   | 2   | 163    |
| 4    | Niclas Grönholm      | 4   | 9   | 4   | 1   | 5   | 5   | 4   | 8   | 147    |
| 5    | Kevin Hansen         | 8   | 2   | 6   | 7   | 4   | 6   | 3   | 7   | 135    |
| 6    | Robin Larsson        | 7   | 5   | 8   | 10  | 6   | 3   | 12  | 6   | 122    |
| 7    | Andreas Bakkerud     | 13  | 6   | 9   | 6   | 8   | 7   | 6   | 5   | 121    |
| 8    | Timo Scheider        | 3   | 4   | 5   | 9   | 12  | 10  | 9   | 9   | 92     |
| 9    | Anton Marklund       | 5   | 8   | 12  | 11  | 14  | 9   | 8   | 3   | 90     |
| 10   | Timur Timerzyanov    | 12  | 10  | 10  | 3   | 10  | 8   | 7   | 10  | 81     |
| 11   | Krisztián Szabó      | 9   | 7   |     |     | 7   | 11  |     |     | 41     |
| 12   | Juha Rytkönen        |     |     | 2   | 8   |     |     |     |     | 37     |
| 13   | Liam Doran           | 17  | 17  | 19  | 14  | 9   | 12  | 10  | 16  | 29     |
| 14   | René Münnich         | 14  | 12  | 16  | 19  | 13  | 14  |     |     | 18     |
| 15   | Tamás Kárai          |     |     | 13  | 16  |     |     | 14  | 11  | 15     |
| 16   | Jere Kalliokoski     |     |     | 11  | 12  |     |     |     |     | 14     |
| 17   | Guerlain Chicherit   | 16  | 13  | 14  | 15  | 15  | 15  |     |     | 14     |
| 18   | Sebastian Eriksson   | 10  | 15  |     |     |     |     |     |     | 12     |
| 19   | Reinis Nitišs        |     |     |     |     | 11  | 13  |     |     | 12     |
| 20   | Rokas Baciuška       | 11  | 14  |     |     | 16  | 16  |     |     | 12     |
| 21   | Oliver Bennett       |     |     |     |     |     |     | 11  | 14  | 11     |
| 22   | Enzo Ide             |     |     |     |     |     |     | 13  | 12  | 11     |
| 23   | Mandie August        |     |     |     |     |     |     | 16  | 13  | 5      |
| 24   | Jani Paasonen        | 15  | 16  | 15  | 17  | 17  | 17  |     |     | 5      |
| 25   | Kevin Abring         |     |     | 17  | 13  |     |     |     |     | 4      |
| 26   | Patrick Guillerme    |     |     |     |     |     |     | 15  | 15  | 4      |
| 27   | Atro Määttä          |     |     | 18  | 18  |     |     |     |     | 0      |
| Pos. | Piloto               | SWE | SWE | FIN | FIN | LAT | LAT | BAR | BAR | Puntos |

| Color     | Resultado               |
| Oro       | Ganador                 |
| Plata     | 2.ª plaza               |
| Bronce    | 3.ª plaza               |
| Verde     | Finalizó, en los puntos |
| Azul      | Finalizó, sin puntos    |
| Violeta   | No terminó (Ret)        |
| Negro     | Descalificado (DES)     |
| Blanco    | No empezó (DNS)         |
| Blanco    | Excluido (EX)           |
| Blanco    | Lesionado (LES)         |
| Sin color | No participó            |

### Campeonato Mundial de Rallycross de la FIA de Equipos
| Pos. | Equipo                          | No. | SWE | SWE | FIN | FIN | LAT | LAT | BAR | BAR | Puntos |
| ---- | ------------------------------- | --- | --- | --- | --- | --- | --- | --- | --- | --- | ------ |
| 1    | KYB Team JC                     | 4   | 7   | 5   | 8   | 10  | 6   | 3   | 12  | 6   | 314    |
| 1    | KYB Team JC                     | 5   | 2   | 1   | 7   | 2   | 2   | 1   | 5   | 4   | 314    |
| 2    | Team Hansen                     | 1   | 6   | 11  | 3   | 5   | 3   | 4   | 1   | 2   | 298    |
| 2    | Team Hansen                     | 9   | 8   | 2   | 6   | 7   | 4   | 6   | 3   | 7   | 298    |
| 3    | GRX Taneco                      | 7   | 12  | 10  | 10  | 3   | 10  | 8   | 7   | 10  | 228    |
| 3    | GRX Taneco                      | 68  | 4   | 9   | 4   | 1   | 5   | 5   | 4   | 8   | 228    |
| 4    | Monster Energy GCK RX Cartel    | 13  | 13  | 6   | 9   | 6   | 8   | 7   | 6   | 5   | 150    |
| 4    | Monster Energy GCK RX Cartel    | 33  | 17  | 17  | 19  | 14  | 9   | 12  | 10  | 16  | 150    |
| 5    | ALL-INKL.COM Münnich Motorsport | 38  |     |     |     |     |     |     | 16  | 13  | 115    |
| 5    | ALL-INKL.COM Münnich Motorsport | 44  | 3   | 4   | 5   | 9   | 12  | 10  | 9   | 9   | 115    |
| 5    | ALL-INKL.COM Münnich Motorsport | 77  | 14  | 12  | 16  | 19  | 13  | 14  |     |     | 115    |
| 6    | UNKORRUPTED                     | 14  | 11  | 14  |     |     | 16  | 16  |     |     | 30     |
| 6    | UNKORRUPTED                     | 36  | 16  | 13  | 14  | 15  | 15  | 15  |     |     | 30     |
| 6    | UNKORRUPTED                     | 69  |     |     | 17  | 13  |     |     |     |     | 30     |
| Pos. | Equipo                          | No. | SWE | SWE | FIN | FIN | LAT | LAT | BAR | BAR | Puntos |

### Projekt E
| Pos. | Piloto              | SWE | LAT | Puntos |
| ---- | ------------------- | --- | --- | ------ |
| 1    | Natalie Barratt     | 2   | 4   | 35     |
| 2    | Ken Block           | 1   |     | 24     |
| 3    | Cyril Raymond       |     | 1   | 24     |
| 4    | Janis Baumanis      |     | 2   | 20     |
| 5    | Hermann Neubauer    | 3   |     | 19     |
| 6    | Svein Bjarte Holten |     | 3   | 18     |
| Pos. | Piloto              | SWE | LAT | Puntos |